# 西居爾二世
西居爾二世·哈拉爾松（古諾斯語：Sigurðr Haraldsson，1133年—1155年3月），挪威國王（1136年－1155年），是為西居爾二世。西居爾二世是挪威國王哈拉爾·吉勒與他的妾侍多拉·古托姆的兒子。他與他的同父異母兄弟英格一世及埃斯泰因二世（弟弟馬格努斯·哈拉爾松統治時年幼並時間不長，所以並不是正式的國王）共治。 他的稱號“Munn”在古諾斯語中意為“口”。 在挪威內戰時期的早期階段，他在與他的兄弟英格一世的權力鬥爭中喪生。

## 統治
西居爾由Guttorm（Guthormr）或SådegyrdBårdsson（Sáðagyrðr Bárðarson）在特倫德拉格養育成人。當他的父親哈拉爾四世於1136年被王位覬覦者西居爾·馬格努森謀殺時，西居爾二世在Eyrathing的會議中被擁立為國王。與此同時，他的兄弟英格和馬格努斯也成為國王和共同統治者。他們三人各自有監護人聯合起來對抗西居爾·馬格努森和他的盟友－前任國王盲人馬格努斯。對這些敵人的戰鬥主導西居爾統治的初期。1139年，盲人馬格努斯二人在霍爾蒙格戰役戰役中被擊敗並被殺。

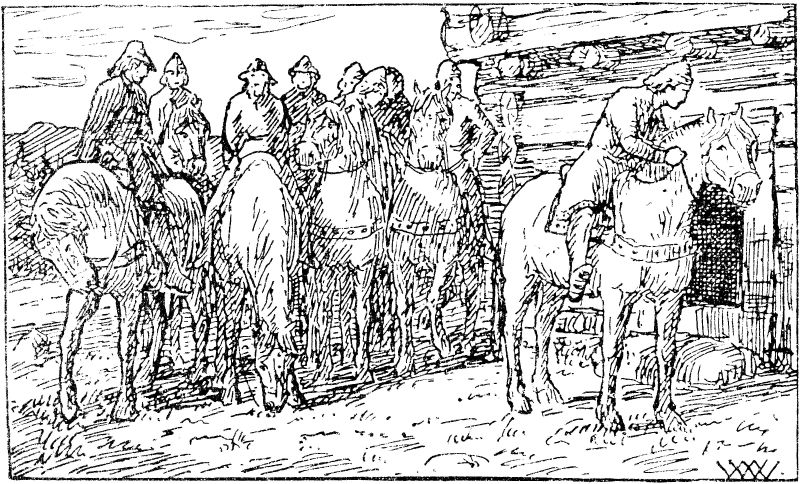
藝術家威廉·韋特萊森於1899年出版的挪威王列傳中所想像出來的國王西居爾和他的部下畫像

在此之後，經過一段時間的和平。在年幼的西居爾、英格和馬格努斯統治期間，挪威貴族合作統治王國並為國王提供建議。1142年，他們的兄弟埃斯泰因從蘇格蘭來到挪威。他的聲稱被接受，因為哈拉爾四世早已承認他在海外有一名兒子。因此，埃斯泰因與西居爾和英格一起成為國王和共同統治者。馬格努斯在1140年代的某些時候早已死於自然原因。
1152年，教宗使者尼各老·布雷克斯皮爾（Nicholas Breakspear）訪問了挪威。在他訪問期間，挪威的教會被組織成一個獨立的大主教教區，其座堂在尼達羅斯。
隨著兄弟們長大，而他們的監護人亦相繼去世，兄弟之間的敵意開始漸增。1155年，他們三人都準備在卑爾根舉行會議，以保持和平。英格一世指責西居爾和埃斯泰因計劃將他廢黜，西居爾否認這些指控，但幾天後，英格一世的一名護衛被西居爾二世的護衛殺死。在英格的母親英格·拉格瓦爾德斯多塔和他的高級顧問格雷戈里烏斯·達格森的建議下，英格命令他的人員攻擊西居爾居住的房子。西居爾只有很少護衛，但是沒有被憐憫。西居爾於1155年2月6日被殺，他被葬在卑爾根基督教堂（卑爾根古老大教堂），即是今天的卑爾根要塞所在地。這座大教堂被拆除後不久被一座更大的大教堂所取代。

## 後記
埃斯泰因去會議時遲到，在西居爾二世被殺後才到達城外。最終英格一世和埃斯泰因二世達成了不容易的解決方案。卑爾根的戰鬥原因仍有爭議。根據薩迦記載，埃斯泰因二世和西居爾二世曾策劃剝奪英格的國王頭銜，並將他的勢力二人平分。一些現代歷史學家懷疑這個版本，認為它是英格一世為自己的侵略行為進行辯解的藉口。無論如何，在1155年事件之後，英格和埃斯泰因之間的和平並沒有持續很長時間。1157年，雙方聚集他們的部隊進行對抗。英格的力量遠超埃斯泰因的力量，當他們相遇時，在莫斯特附近的西岸，埃斯泰因的軍隊被擊潰。埃斯泰因被迫逃離，同年晚些時候他在布胡斯被捕並被殺。事實證明，西居爾二世的被殺開始了挪威內戰時期的第二階段，戰鬥徐了短暫的停頓外持續至1208年。
在隨後的內戰期間，一些王位覬覦者聲稱自己是西居爾二世的兒子。對於一些人來說，這可能主要是一個政治聲明，因為王室血統必須成為王位的候選人。斯韋雷·西居爾松是迄今為止最成功的聲稱為西居爾二世兒子的人，並最終成功成為挪威國王。西居爾二世其實從未結過婚。
這些薩迦描寫西居爾和他的兄弟埃斯泰因的事績相當負面，他們通常選擇將英格描繪成三兄弟的統治者。挪威王列傳形容西居爾二世為：
當國王西居爾長大後，他在各方面都是放肆的、不安分的人，國王埃斯泰因也是如此，但埃斯泰因是兩者中更為合理的。國王西居爾是一個堅強而強壯的人，外表輕浮；他有一頭淺棕色的頭髮、一個醜陋的嘴巴；但卻有很好的外貌。他在任何人的談話中都很有禮貌，並且在所有練習中都很專業。

## 後代
- 哈康二世·西居爾松，被稱為“（寬膊的）哈康二世”（1147年－1162年）。在埃斯泰因於1157年被殺後，西居爾和埃斯泰因的支持者擁立他成為國王[5]，與英格·哈拉爾松相對立。在與英格·哈拉爾松的長期支持者和新國王馬格努斯·埃林森（馬格努斯五世）的戰鬥中喪生。母親：托拉（Þóra）。
- 西居爾·西居爾松 Markusfostre（Sigurðr），被稱為Sigurd Markusfostre（1163年去世）。1162年，由（寬膊的）哈康二世的追隨者宣佈為國王，於1163年被馬格努斯五世的支持者俘虜並斬首。
- 哈拉爾（Haraldr），（死於1170年代）。被馬格努斯五世的支持者捕獲並處決，因為他的父母血緣使他成為馬格努斯五世統治的潛在威脅。母親為克莉斯汀·西居爾斯多塔（Kristín Sigurðardóttir）。
- 塞西莉亞·西居爾斯多塔（1180年代末去世）。瘋狂哈康（英语：Haakon the Crazy）及英格二世的母親。與瑞典法律家弗拉克維德（英语：lawspeaker Folkvid）結婚，婚姻後來被取消，二人生下伯爵瘋狂哈康。與巴爾·古托姆森（英语：Bård Guttormsson）再婚（Bárðr Guthormsson），二人生下英格二世。

### 有爭議
- 斯韋雷·西居爾松（Sverrir），（死於1202年）。從1184年開始一直統治著挪威直至去世。母親：岡恩希爾德。他是否實際上是西居爾二世的兒子是非常可疑。根據由西居爾二世所謂的兒子寫成的薩迦－斯韋雷薩迦（英语：Sverris saga），該薩迦的叙述亦對西居爾二世有點不利，從而與斯韋雷的積極品質形成鮮明對比。
- 埃里克 （Eiríkr）（1190年去世）。由國王斯韋雷封為王伯爵。中毒而死。他實際上是否西居爾的兒子是未知的。

## 來源
西居爾二世的統治主要由國王薩迦挪威王列傳、Fagrskinna、Morkinskinna和Ágrip。這前三本基本是至從舊的傳記故事Hryggjarstykki上寫的，這本傳記寫於1150年至1170年之間，因此是一個近乎當代的來源。這個傳奇本身最後並沒有得到保留。

## 其他參考書目
- Matthew James Driscoll (ed.); (1995). Agrip Af Noregskonungasogum. Viking Society for Northern Research. ISBN 0-903521-27-X
- Kari Ellen Gade & Theodore Murdock Andersson (eds.);  (2000) Morkinskinna : The Earliest Icelandic Chronicle of the Norwegian Kings (1030–1157) （页面存档备份，存于）. Cornell University Press. ISBN 0-8014-3694-X
- Alison Finlay; editor and translator (2004). Fagrskinna, a Catalogue of the Kings of Norway. Brill Academic Publishers. ISBN 90-04-13172-8
- Snorri Sturluson; translator Lee M. Hollander (repr. 1991). Heimskringla : History of the Kings of Norway （页面存档备份，存于）. University of Texas Press. ISBN 0-292-73061-6

| 英格·哈拉爾松吉勒王朝金髮王朝的分支出生于：1135年逝世於：1161年2月3日 | 英格·哈拉爾松吉勒王朝金髮王朝的分支出生于：1135年逝世於：1161年2月3日                                                                                         | 英格·哈拉爾松吉勒王朝金髮王朝的分支出生于：1135年逝世於：1161年2月3日 |
| 統治者頭銜                                                            | 統治者頭銜 | 統治者頭銜                                                            |
| --------------------------------------------------------------------- | --- | --------------------------------------------------------------------- |
| 前任者： 哈拉爾·吉勒                                                  | 挪威國王 1136年–1155年 與英格一世同時在任 （1136年–1155年） 馬格努斯四世 （1137年–1139年） 埃斯泰因二世 （1142年–1157年） 馬格努斯·哈拉爾松 （1142年–1145年） | 繼任者： 哈康二世 及 馬格努斯五世                                     |